# 32569 Deming
32569 Deming è un asteroide della fascia principale. Scoperto nel 2001, presenta un'orbita caratterizzata da un semiasse maggiore pari a 2,8627487 UA e da un'eccentricità di 0,1314182, inclinata di 15,02387° rispetto all'eclittica.
Dal 28 marzo al 27 aprile 2002, quando 34854 Paquifrutos ricevette la denominazione ufficiale, è stato l'asteroide denominato con il più alto numero ordinale. Prima della sua denominazione, il primato era di 31086 Gehringer.
L'asteroide è dedicato all'astronomo amatoriale statunitense Leo Deming.